# Pigritia
Pigritia är ett släkte av fjärilar. Pigritia ingår i familjen förnamalar.

## Dottertaxa tillPigritia, i alfabetisk ordning[1]
- Pigritia angustipennella
- Pigritia arizonella
- Pigritia astuta
- Pigritia aufugella
- Pigritia basilarella
- Pigritia biatomella
- Pigritia canariella
- Pigritia confusella
- Pigritia discopunctella
- Pigritia fenyesella
- Pigritia fuscosuffusella
- Pigritia grisella
- Pigritia heidemannella
- Pigritia latiscaptella
- Pigritia luteopulvella
- Pigritia medeocris
- Pigritia mediofasciella
- Pigritia minnicella
- Pigritia murtfeldtella
- Pigritia obscurella
- Pigritia occidentella
- Pigritia ochreella
- Pigritia ochrocomella
- Pigritia ornatella
- Pigritia pallidotinctella
- Pigritia purpurella
- Pigritia spoliatella
- Pigritia tenebrella
- Pigritia tristella
- Pigritia troctis